# Campeonato Europeo Sub-18 1999
El Campeonato Europeo Sub-18 1999 se llevó a cabo en Suecia del 18 al 26 de julio y contó con la participación de 8 selecciones juveniles de Europa provenientes de una fase eliminatoria.
Portugal venció en la final a Italia para conseguir su tercer título continental de la categoría.

## Participantes
| - Francia - Georgia - Grecia - Italia | - Portugal - Irlanda - España - Suecia (anfitrión) |

## Fase de grupos

### Grupo A
| País     | J | G | E | P | GF | GC | GD | Pts |
| -------- | - | - | - | - | -- | -- | -- | --- |
| Portugal | 3 | 2 | 1 | 0 | 4  | 1  | +3 | 7   |
| Grecia   | 3 | 0 | 3 | 0 | 2  | 2  | 0  | 3   |
| Francia  | 3 | 0 | 2 | 1 | 1  | 2  | –1 | 2   |
| Suecia   | 3 | 0 | 2 | 1 | 2  | 4  | –2 | 2   |

| 18 Julio | Portugal | 0–0 | Grecia   |
|          | Suecia   | 0–0 | Francia  |
| 20 Julio | Francia  | 1–1 | Grecia   |
|          | Suecia   | 1–3 | Portugal |
| 22 Julio | Francia  | 0–1 | Portugal |
|          | Grecia   | 1–1 | Suecia   |

### Grupo B
| País    | J | G | E | P | GF | GC | GD | Pts |
| ------- | - | - | - | - | -- | -- | -- | --- |
| Italia  | 3 | 2 | 1 | 0 | 7  | 3  | +4 | 7   |
| Irlanda | 3 | 1 | 1 | 1 | 4  | 5  | –1 | 4   |
| España  | 3 | 1 | 1 | 1 | 7  | 5  | +2 | 4   |
| Georgia | 3 | 0 | 1 | 2 | 4  | 9  | –5 | 1   |

| 19 Julio | Italia  | 2–0 | Georgia |
|          | España  | 0–1 | Irlanda |
| 21 Julio | Irlanda | 3–3 | Georgia |
|          | España  | 3–3 | Italia  |
| 23 Julio | Georgia | 1–4 | España  |
|          | Irlanda | 0–2 | Italia  |

## Fase final

### Tercer lugar
| Equipo 1 | Resultado | Equipo 2 |
| -------- | --------- | -------- |
| Grecia   | 0-1       | Irlanda  |

### Final
| 26 de julio de 1999 | Portugal  | 1 – 0 | Italia | Idrottsparken, Norrköping |  |
|                     | Pinto 33' |       |        |                           |  |

## Campeón
| Eurocopa Sub-18 1999 |
| -------------------- |
| Bandera de Portugal  |
| Portugal 3º Título   |